# CAM Timișoara
CAM Timișoara was een Roemeense voetbalclub uit de stad Timișoara. 

## Geschiedenis
De club werd opgericht in 1911 als RGMT Timișoara (Reuniunea de gimnastică a muncitorilor din Timișoara). 
Toen de moderne competitie in Roemenië startte in 1932/33 begon de club in de eerste klasse en werd voorlaatste in groep B. Hierna verliet de club de eerste klasse. In 1934/35 speelde de club in de nieuw opgerichte tweede klasse en speelde daar in de middenmoot.
In 1936 fusioneerde de club met Clubul Atletic din Timișoara (CAT), dat ook in de tweede klasse speelde en nam nu de naam CAM aan. 
In 1938 werd de club gedeeld eerste met UD Resița, maar moest de eerste plaats voorbij laten gaan omdat het een slechter doelsaldo had. Het volgende seizoen werd de club kampioen en promoveerde naar de hoogste klasse en werd daar vijfde met één punt voorsprong op Ripensia Timișoara, dat de competitie de voorbije jaren gedomineerd had. De club trok zich na het uitbreken van de Tweede Wereldoorlog terug uit de hoogste klasse en speelde opnieuw in de tweede klasse, waar de laatste plaats behaald werd. 
Na de oorlog fusioneerde de club met Chinezul Timișoara, een club die in de jaren twintig zes keer op rij landskampioen werd en speelde kort onder de naam  Chinezul C.A.M. Timișoara, maar nam dan de naam C.A.M.T. aan. C.A.M.T. werd negende, in 1948 werd de club zelfs tweede achter rivaal Politehnica Timișoara. In 1949 degradeerde de club en verdween daarna in de anonimiteit.